# 1999년 한국프로야구 신인 드래프트
1999년 한국프로야구 신인선수 지명회의는 지역 연고를 바탕으로 한 '1차 지명'과 지역 연고내의 고졸 선수를 지명하는 '고졸우선지명', 지역 연고에 상관없이 지명하는 '2차 지명'으로 이루어져 있다.

## 1차 지명
- 구단 순서는 A~Z, 가나다 순.

| 구단            | 성명   | 출신학교                          | 포지션 | 비고 |
| --------------- | ------ | --------------------------------- | ------ | ---- |
| LG 트윈스       | 김상태 | 덕수정보산업고등학교 - 중앙대학교 | 투수   |      |
| 두산 베어스     | 홍성흔 | 중앙고등학교 - 경희대학교         | 포수   |      |
| 롯데 자이언츠   | 정원욱 | 부산상업고등학교 - 경성대학교     | 투수   |      |
| 삼성 라이온즈   | 정성열 | 경북고등학교 - 한양대학교         | 외야수 |      |
| 쌍방울 레이더스 | 이진영 | 군산상업고등학교                  | 외야수 |      |
| 한화 이글스     | 박정진 | 세광고등학교 - 연세대학교         | 투수   |      |
| 해태 타이거즈   | 정성훈 | 광주제일고등학교                  | 내야수 |      |
| 현대 유니콘스   | 박장희 | 부천고등학교 - 영남대학교         | 투수   |      |

## 고졸우선지명
- 구단 순서는 A~Z, 가나다 순.

| 구단            | 성명   | 출신학교         | 포지션 | 비고                                                   |
| --------------- | ------ | ---------------- | ------ | ------------------------------------------------------ |
| LG 트윈스       | 김광삼 | 신일고등학교     | 외야수 |                                                        |
| 두산 베어스     | 구자운 | 서울고등학교     | 투수   |                                                        |
| 롯데 자이언츠   | 송승준 | 경남고등학교     | 투수   | 1999년 보스턴 레드삭스 입단, 2007년 롯데 자이언츠 입단 |
| 삼성 라이온즈   | 이성훈 | 대구고등학교     | 투수   |                                                        |
| 쌍방울 레이더스 | 최경철 | 전주고등학교     | 포수   | SK 와이번스 인계, 동의대학교 진학                      |
| 한화 이글스     | 문용민 | 북일고등학교     | 투수   | 연세대학교 진학                                        |
| 해태 타이거즈   | 류찬   | 광주상업고등학교 | 투수   |                                                        |
| 현대 유니콘스   | 박기범 | 동산고등학교     | 투수   |                                                        |

## 2차 지명
2차 지명 구단 순서는 1998년 리그 순위의 역순이다.
※이름에 가로줄이 그어진 것은 구단이 해당 선수에 대한 지명권을 포기했음을 의미함.
| 지명 순위 | 롯데                   | 한화                   | 쌍방울                   | 해태                   | 두산                      | 삼성                   | LG                     | 현대                   |
| --------- | ---------------------- | ---------------------- | ------------------------ | ---------------------- | ------------------------- | ---------------------- | ---------------------- | ---------------------- |
| 1         | 김사율 (경남상고,투수) | 황우구 (인하대,내야)   | 라형진 (한양대,투수)     | 유동훈 (성균관대,투수) | 정종수 (선린정보,포수)    | 권오준 (선린정보,투수) | 이승호 (단국대,투수)   | 양용수 (서울고,투수)   |
| 2         | 한규식 (중앙대,내야)   | 윤근주 (동국대,투수)   | 조상희 (경남고,투수)     | 장일현 (중앙대,외야)   | 장성진 (건국대,투수)      | 이동은 (건국대,투수)   | 조재영 (신일고,내야)   | 이종욱 (선린정보,외야) |
| 3         | 임재철 (경성대,외야)   | 신민기 (경남고,외야)   | 강희성 (경기고,투수)     | 최영완 (경희대,투수)   | 이승준 (중앙대,외야)      | 장영균 (인하대,외야)   | 신동건 (성남서고,투수) | 이택근 (경남상고,포수) |
| 4         | 박경진 (경성대,포수)   | 전경일 (휘문고,투수)   | 김형철 (덕수정보고,내야) | 안병학 (부천고,투수)   | 이광오 (청원정보,투수)    | 안상국 (대전고,내야)   | 이상훈 (경남고,외야)   | 서성민 (연세대,외야)   |
| 5         | 임성현 (경남상고,내야) | 곽주섭 (경남상고,외야) | 한상준 (동산고,외야)     | 차일목 (대구상고,포수) | 정재훈 (휘문고,투수)      | 임동규 (광주상고,투수) | 박창수 (덕수정보,투수) | 신동민 (성남고,투수)   |
| 6         | 김주용 (성남고,투수)   | 한상훈 (신일고,투수)   | 곽지호 (춘천고,투수)     | 라영관 (대전고,투수)   | 노기환 (서울고,외야)      | 김태훈 (경기고,내야)   | 정재복 (인천고,내야)   | 장원석 (장충고,외야)   |
| 7         | 박유영 (휘문고,포수)   | 고영민 (경북고,투수)   | 이성권 (천안북일,포수)   | 김경진 (원광대,내야)   | 백대운 (중앙고,투수)      | 허연철 (마산고,내야)   | 윤경희 (대전고,투수)   | 양윤희 (광주상고,투수) |
| 8         | 조성환 (원광대,내야)   | 정병현 (청원정보,투수) | 이영욱 (대구상고,투수)   | 박창열 (경남상고,외야) | 김성배 (배명고,투수)      | 박지호 (충암고,투수)   | 송수근 (전주고,내야)   | 김채헌 (한서고,투수)   |
| 9         | 이대일 (동산고,투수)   | 양재만 (대전고,투수)   | 최민 (유신고,내야)       | 김기환 (원광대,내야)   | 김호영 (경남상고,외야)    | 김민우 (경남고,외야)   | 이중훈 (경남상고,외야) | 권도영 (대구상고,내야) |
| 10        | 석지석 (경주고,외야)   | 조용수 (대전고,포수)   | 이해림 (천안북일,내야)   | 박재현 (경주고,투수)   | 백승훈 (대전고,내야)      | 주재필 (충암고,투수)   | 송호영 (경남대,투수)   | 송태윤 (인천고,투수)   |
| 11        | 조인신 (서울고,내야)   | 강정원 (천안북일,내야) | 김상욱 (경남고,내야)     | 최동락 (청주기공,내야) | 김성균 (인하대,내야)      | 김우룡 (충암고,내야)   | 조인재 (배명고,외야)   | 송신영 (고려대,투수)   |
| 12        | 이명수 (경성대,내야)   | 이양기 (동산고,내야)   | 서효석 (경기고,외야)     | 김자윤 (동산고,투수)   | 박종윤 (동아대-상무,내야) | 이준호 (단국대,투수)   | 김원재 (대전고,내야)   | 윤상원 (연세대,외야)   |